# Prosenik (Chorwacja)
Prosenik – wieś w Chorwacji, w żupanii krapińsko-zagorskiej, w gminie Tuhelj. W 2011 roku liczyła 194 mieszkańców.